# Robert McCracken
Robert Chad McCracken CBE (* 31. Mai 1968) ist ein ehemaliger britischer Boxer im Halbmittel- und Mittelgewicht und aktueller Boxtrainer.
McCracken wurde von seinen Landsleuten Pat Lynch trainiert und von Mick Hennessy gemanagt.
McCracken arbeitete zunächst als Holzmaschinist bei Hoskins Cabinet Works in Bordesley in Birmingham, England, bevor er sich dem Boxen zuwandte.

## Profibox-Karriere
Im Jahr 1991 begann McCracken seine Karriere bei den Profis. Er gewann seine ersten acht Kämpfe alle vorzeitig, während er in seinem siebten durch Disqualifikation siegte. In seinem zwölften Fight gegen Horace Fleary gewann er das erste Mal nach Punkten.
Im Halbmittelgewicht errang McCracken den britischen Meistertitel der British Boxing Board of Control (kurz BBBofC), als er am 23. Februar 1994 Andy Till einstimmig nach Punkten bezwang. Diesen Titel verteidigte er im September desselben Jahres gegen Steve Foster und im Februar des darauffolgenden Jahres gegen Paul Weley jeweils ebenfalls durch einstimmige Punktrichterentscheidung.
Am 3. November des Jahres 1995 siegte McCracken zudem im Mittelgewicht über den Kanadier Fitzgerald Bruney nach Punkten und eroberte dadurch den vakanten Commonwealth-Gürtel. Im Jahr darauf folgten zwei Verteidigungen jenes Gürtels, und zwar am 3. April gegen Paul Busby durch technischen Knockout in der 7. Runde und am 1. Oktober gegen Fitzgerald Bruney, den er, wie schon im Jahr zuvor, abermals durch einstimmigen Beschluss besiegte.
Ende April im Jahre 2000 bekam McCracken im Mittelgewicht die Chance um die WBC-Weltmeisterschaft zu boxen. Sein Gegner war der US-Amerikaner Keith Holmes, der sich diesen Titel am 24. April 1999 gegen Hacine Cherifi durch T.K.o. erkämpfte. McCracken konnte seine einzige Chance "Boxweltmeister zu werden" nicht nutzen und ging in Runde 11 k.o.
Seinen letzten Kampf absolvierte McCracken am 10. April 2001 gegen den bis dahin ungeschlagenen   Howard Eastman (31 Kämpfe, 31. Siege). Eastman hielt den BBBofC- und den Commonwealth-Titel – neben diesen beiden Titeln stand zudem auch der vakante Europameistertitel der European Boxing Union (kurz EBU) auf dem Spiel. Auch dieses Gefecht verlor McCracken durch technischen K. o.
Seine Bilanz war – 35 Kämpfe, 33 Siege (21. durch K. o.), 2 Niederlagen.

## Trainerkarriere
McCracken war der Cheftrainer des britischen Boxteams bei den Olympischen Spielen 2012 in London. Fünf Medaillen konnten unter seiner Leitung eingefahren werden, darunter drei Goldmedaillen (Anthony Joshua Superschwergewicht, Luke Campbell Bantamgewicht, Nicola Adams Fliegengewicht – Fred Evans eroberte die Silbermedaille im Weltergewicht und Anthony Ogogo eine Bronzemedaille im Mittelgewicht).
McCracken war zudem der einzige Trainer, den Carl Froch in seiner gesamten Profikarriere hatte. Auch Joshua, den er zum IBF-Weltmeister und zum WBA-Superchampion machte, wurde bisher sowohl bei den Amateuren als auch bei den Profis ausschließlich von ihm trainiert.